# Geoffrey Harcourt

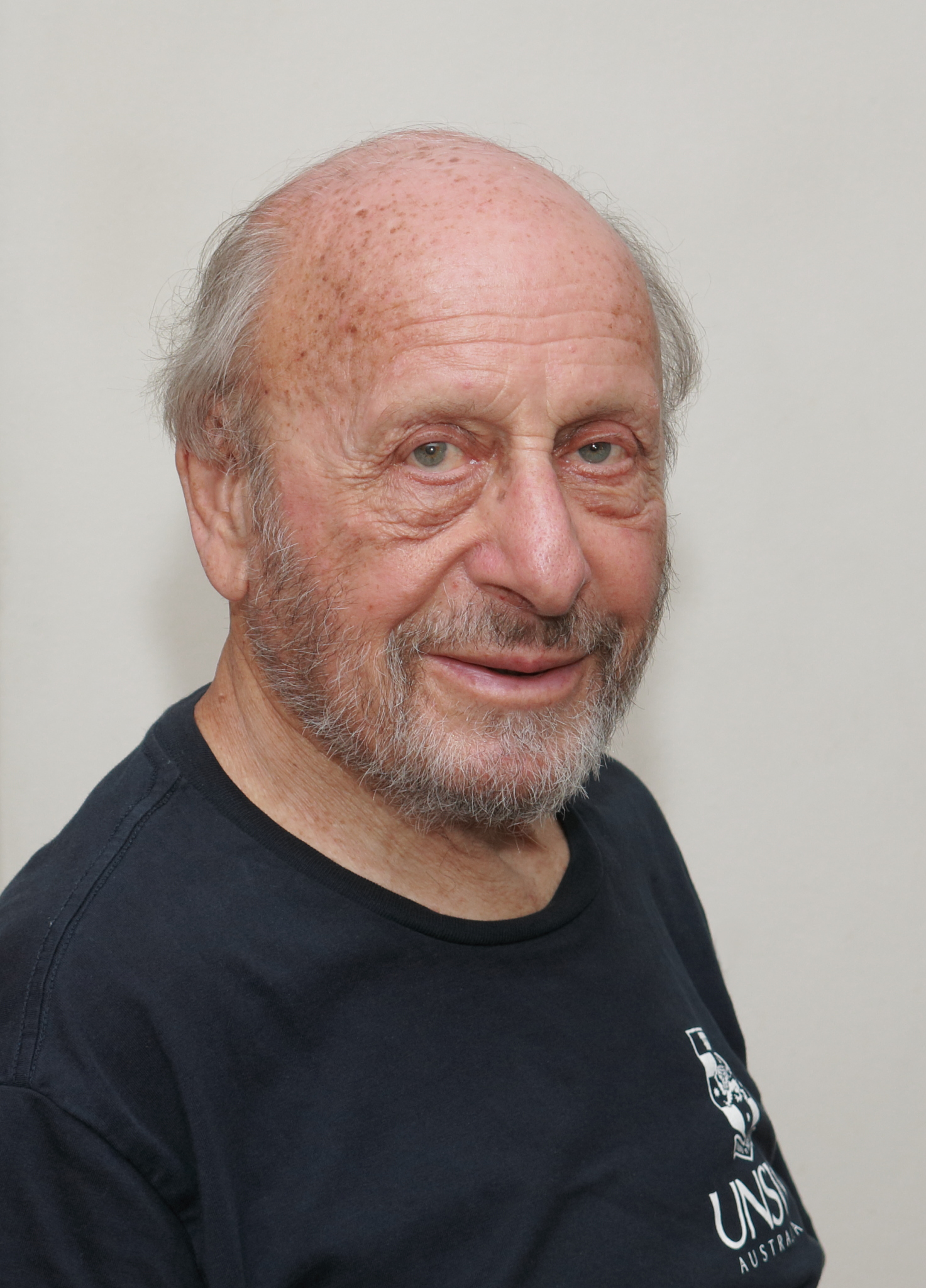
Geoffrey Harcourt, 2016

Geoffrey Colin Harcourt AC (* 27. Juni 1931 in Melbourne; † 7. Dezember 2021) war ein australischer Wirtschaftswissenschaftler und Wirtschaftshistoriker.

## Leben und Wirken
Geoff Harcourt wurde als Sohn von Kenneth Kopel Harcourt und Marjorie Rahel Harcourt, geb. Gans, geboren. Er besuchte die Malvern Grammar School und das Wesley College in Melbourne. Ab 1951 studierte er an der Universität Melbourne, wo er 1954 den Bachelor of Commerce (Honours) und 1956 den Master of Commerce erwarb. Seine Masterarbeit trägt den Titel Pilot Survey of Savings in Melbourne. Er ging nach Cambridge, wo er zu den Schülern von Joan Robinson und Nicholas Kaldor gehörte und 1960 zum Ph.D. promoviert wurde. Bereits 1958 ging er an die University of Adelaide, wo er als Lecturer (1958–1962), Senior Lecturer (1963–1965), Reader (1965–1967) und Professor mit Lehrstuhl tätig war (1967–1985). 1988 wurde er dort emeritiert. 1982 bis 1998 war er Fellow am Jesus College der University of Cambridge und Lecturer für Ökonomie (1982–1990). 1988 erhielt er den Titel Doctor of Letters. 1990 bis 1998 war er Reader für Geschichte der ökonomischen Theorie in Cambridge.
Harcourt arbeitete zum Postkeynesianismus und zur Geschichte der ökonomischen Theorie, besonders zur Kapitaltheorie.
1955 heiratete er Joan Margaret Bartrop. Aus der Verbindung gingen zwei Söhne und zwei Töchter hervor. Seine Hobbys waren Laufsport (nicht Jogging), Fahrradfahren, Cricket, Australian Football, Lesen und Politik.

## Werke
- Geoffrey Colin Harcourt: A Two-Sector Model of the Distribution of Income and the Level of Employment in the Short Run. In: Economic Record. Band 41, 1965, S. 103–117
- Geoffrey Colin Harcourt, Peter H. Karmel und R. H. Wallace: Economic Activity. Cambridge University Press, Cambridge 1967.
- Geoffrey Colin Harcourt und Robert Henry Parker (Hrsg.): Readings in the Concept and Measurement of Income. Cambridge University Press, Cambridge 1969, ISBN 0-521-09591-3; 2. Auflage: Allan, Oxford 1986, ISBN 0-86003-536-0
- Geoffrey Colin Harcourt und Neil F. Laing (Hrsg.): Capital and growth. Selected readings. Penguin Books, Harmondsworth 1971, ISBN 0-14-080269-X
- Geoffrey Colin Harcourt: Some Cambridge Controversies in the Theory of Capital. Cambridge University Press, Cambridge 1972, ISBN 0-521-08294-3, ISBN 0-521-09672-3.
- Geoffrey Colin Harcourt: Theoretical Controversy and Social Significance. An evaluation of the Cambridge controversies. University of Western Australia Press, Nedlands 1975, ISBN 0-85564-117-7.
- Geoffrey Colin Harcourt (Hrsg.): The Microeconomic Foundations of Macroeconomics. Macmillan, London 1977, ISBN 0-333-21536-2.
- Geoffrey Colin Harcourt (Autor); Prue Kerr (Hrsg.): The Social Science Imperialists. Selected Essays. Routledge and Kegan Paul, London 1982, ISBN 0-7100-9064-1.
- Geoffrey Colin Harcourt (Hrsg.): Keynes and his Contemporaries. The Sixth and Centennial Keynes Seminar held in the University of Kent at Canterbury 1983. Macmillan, Basingstoke 1985, ISBN 0-333-34687-4
- Geoffrey Colin Harcourt (Autor); Omar F. Hamouda (Hrsg.): Controversies in Political Economy, Selected Essays by G.C. Harcourt. Wheatsheaf Books Ltd., Brighton 1986, ISBN 0-7450-0105-X.
- Geoffrey Colin Harcourt (Autor); Claudio Sardoni (Hrsg.): On Political Economists and Modern Political Economy. Selected Essays of G. C. Harcourt. Routledge, London 1992, ISBN 0-415-06158-X, ISBN 0-415-06159-8.
- Geoffrey Colin Harcourt: Post-Keynesian Essays in Biography. Portraits of Twentieth Century Political Economists. Macmillan, Basingstoke 1993, ISBN 0-333-56955-5
- Geoffrey Colin Harcourt: Capitalism, Socialism and Post-Keynesianism. Selected Essays of G. C. Harcourt. Edward Elgar, Aldershot, Hants 1995, ISBN 1-85898-079-8.
- Geoffrey Colin Harcourt und Peter A. Riach (Hrsg.): A “Second Edition” of The General Theory. 2 Bände, Routledge, London 1997, ISBN 0-415-08215-3.
- Geoffrey Colin Harcourt: Selected Essays on Economic Policy. Palgrave, London 2001, ISBN 0-333-94632-4
- Geoffrey Colin Harcourt: 50 Years a Keynesian and Other Essays. Palgrave, Basingstoke [u. a.] 2001, ISBN 0-333-94633-2
- Geoffrey Colin Harcourt und Prue Kerr (Hrsg.): Joan Robinson. Critical Assessments of Leading Economists. 5 Bände, Routledge, London 2002, ISBN 0-415-21742-3.
- Geoffrey Colin Harcourt: The Structure of Post-Keynesian Economics. Cambridge University Press, Cambridge 2006, ISBN 0-521-83387-6, ISBN 978-0-521-83387-5.

## Auszeichnungen
- 1971 Fellow of the Academy of the Social Sciences in Australia
- 1974–1977 Präsident der Economic Society of Australia and New Zealand
- 1994 Officer of the Order of Australia
- 1996 Distinguished Fellow of the Economic Society of Australia
- 1997 Doctor of Letters ehrenhalber der De Montfort University
- 2003 Doctor of Commerce ehrenhalber der Universität Melbourne
- 2003 D. h. c. rer. pol. der Universität Freiburg (Schweiz)
- 2003 Academician of the Academy of Social Sciences
- 2004 Ehrenmitglied der European Society for the History of Economic Thought (ESHET)
- 2018 Companion des Order of Australia
- Mitglied der Royal Economic Society